# Ancien presbytère de Saint-Joseph-de-Maskinongé
L'ancien presbytère de Saint-Joseph-de-Maskinongé est une résidence de style néoclassique située en retrait du village à Maskinongé. Elle a été construite en 1811 et agrandie en 1850. Elle devient une résidence privée à partir de 1890 quand l'église est démolie et reconstruite dans le village. Le presbytère a été classé comme immeuble patrimonial en 1977.